# 人間力
人間力（にんげんりょく）とは、
- 社会を構成し運営するとともに、自律した一人の人間として力強く生きていくための総合的な力[1]
- 人間の筋肉が発揮する仕事率

## 概要
元々、「人間力」という語は、組織革新研究会を主宰する藤田英夫が自身の人間観と仕事観に基づき、1983年から同研究会で使用し、1989年発刊の著書「状況が人を動かす」で具体的事例も交えて説明している。「人間力」の語そのものは、若者言葉と同様に通俗的に使われ始めたと考えられている。
人間力戦略研究会の座長であった東京大学教授の市川伸一は「人間力に関する確立された定義は必ずしもないが、本報告では、社会を構成し運営するとともに、自立した一人の人間として力強く生きていくための総合的な力と定義したい。」と述べ、さらに「この定義は、多分にあいまいさを含んでいる。しかし、私たちは、人間力という概念を細かく厳密に規定し、それを普及させることをこの研究会の使命とは考えていない。人間力という用語を導入することによって、「教育とは、何のために、どのような資質・能力を育てようとするのか」というイメージを広げ、さらにそこから具体的な教育環境の構築が始まることにこそ意義があるのである。」とも述べた
行政の諮問会議などでは、社会で生きてゆくために必要であったり望ましい、総合的な力が「人間力」であるとしている。一方で「人間が有している力」と言う人や、「人間が有している「体力」「学力」など、「○○力」と表現できる個別的な力」という意味で用いる人がいるという。
ただし、『言語学的には「人間力」の語は冗語（論理的トートロジー）である』と指摘した人がいるという。。後藤和智などに言わせると、「人間力」の語・概念は、「人間味」「人間性」「人間らしさ」などの語と違い、人間の多様性を無視し、その語を使う人による観点によるものとなってしまうという。

## 定義
行政文書においては、内閣府に置かれた人間力戦略研究会が2003年4月10日に発表した『人間力戦略研究会報告書 : 若者に夢と目標を抱かせ、意欲を高める : ～信頼と連携の社会システム～』に定義を考察するにあたって参考となる部分がある。
人間力戦略研究会報告書の「II.人間力の定義」においては、「人間力に関する確立された定義は必ずしもないが、本報告では、社会を構成し運営するとともに、自立した一人の人間として力強く生きていくための総合的な力と定義したい。」とされている。
ただし、人間力戦略研究会の座長であった東京大学教授の市川伸一は、冒頭「はじめに」の「人間力をどうとらえるか――社会に生き、社会をつくる人間をモデルに」において、以上の定義について次のように記した。
この定義は、多分にあいまいさを含んでいる。しかし、私たちは、人間力という概念を細かく厳密に規定し、それを普及させることをこの研究会の使命とは考えていない。人間力という用語を導入することによって、「教育とは、何のために、どのような資質・能力を育てようとするのか」というイメージを広げ、さらにそこから具体的な教育環境の構築が始まることにこそ意義があるのである。

## 人間力のモデルの一例
内閣府に置かれた人間力戦略研究会が2003年4月10日に発表した『人間力戦略研究会報告書 : 若者に夢と目標を抱かせ、意欲を高める : ～信頼と連携の社会システム～』の「II.人間力の定義」の部分を整理したモデルは、次の通りである。

### 構成要素
1. 「基礎学力（主に学校教育を通じて修得される基礎的な知的能力）」、「専門的な知識・ノウハウ」を持ち、自らそれを継続的に高めていく力。また、それらの上に応用力として構築される「論理的思考力」、「創造力」などの知的能力的要素
2. 「コミュニケーションスキル」、「リーダーシップ」、「公共心」、「規範意識」や「他者を尊重し切磋琢磨しながらお互いを高め合う力」などの社会・対人関係力的要素
3. 「知的能力的要素」および「社会・対人関係力的要素」を十分に発揮するための「意欲」、「忍耐力」や「自分らしい生き方や成功を追求する力」などの自己制御的要素

などがあげられる。これらを総合的にバランス良く高めることが、人間力を高めることといえる。

### 人間力を発揮する活動
1. 職業人としての活動に関わる「職業生活面」
2. 社会参加する市民としての活動に関わる「市民生活面」
3. 自らの知識・教養を高め、文化的活動に関わる「文化生活面」

に分類される。

### 連携・協力
人間力は、学校、家庭、地域及び産業等のそれぞれの場を通じて段階的・相乗的に醸成されるものであり、人間力強化のためには、学校、家庭、地域及び産業等という四者間の連携・協力が不可欠といえる。

## 行政における動向
行政文書において「人間力」の語を初めて特記したのは、内閣府に置かれる「重要政策に関する会議」である経済財政諮問会議が2002年（平成14年）6月21日に経済財政政策担当大臣であった竹中平蔵に答申し、3日後の6月25日に閣議決定された「経済財政運営と構造改革に関する基本方針2002」であると認識されている。そこでは、「6つの戦略」として、(1)人間力戦略、(2)技術力戦略、(3)経営力戦略、(4)産業発掘戦略、(5)地域力戦略、(6)グローバル戦略の筆頭戦略として掲げられていた。
内閣府においては、東京大学大学院教育学研究科・教育学部で教育心理学の分野を担当する教授である市川伸一を座長とする「人間力戦略研究会」が2003年（平成15年）4月10日に発表した『人間力戦略研究会報告書 : 若者に夢と目標を抱かせ、意欲を高める : ～信頼と連携の社会システム～』は、行政における「人間力」の語の取り扱いの最初の目安となった。内閣府に置かれた人間力戦略研究会は、まず「現状と課題」として内閣府・文部科学省・厚生労働省・経済産業省を対象とし、人間力戦略研究会においては、これらの省庁の業務が大きな焦点とされていたと捉えられる。
文部科学省においては、政策の計画や、審議会等・調査研究協力者会議等の「答申」「報告」等で、人間力の語が積極的に用いられた時期がある。
厚生労働省においては、2005年（平成17年）5月26日より、日本経済団体連合会（経団連）会長（第1回-第3回会議の時期は奥田碩、第4回会議以降の時期は、御手洗冨士夫）を議長とする「若者の人間力を高めるための国民会議」が開催され続けている。「若者の人間力を高めるための国民会議」は、2005年9月15日に「若者の人間力を高めるための国民宣言」を行い、この宣言に基づく形で、「若者の人間力を高めるための国民運動:若チャレ！」が実施された。
経済産業省においては、各種の計画、報告文書、広報などにおいて「人間力」の語が使用されている。 また「人間性（人間力）」などと記し、「人間力」の語の積極的な使用を避ける動きも一部でみられる。なお、経済産業省で実施する事業は、補助金の交付が主であるため、「人間力」の語は、補助金の交付を受けた事業者等が報告をするにあたって使用されていることが多い。
2008年4月1日（2008年度・平成20年度）以降の「人間力」の語の使用については、厚生労働省は特別な語として用いており、経済産業省は一般的な語として用いている。

## 人間力の概念を推進しようとした人々
人間力の概念を推進しようとした人々に次のような人がいる。
中山成彬衆議院議員（第2次小泉改造内閣で第5代文部科学大臣に就任、2005年2月15日の中央教育審議会総会にて）
「国家戦略として、教育のあらゆる分野において、人間力向上のための教育改革を一層推進していく必要があります」
サッカーアテネオリンピック代表監督、山本昌邦
「オリンピックでは人間力が試される」
読売ジャイアンツ監督、原辰徳
「阿部はこの人間力という部分において、非常に強いものを持っているのです。ちょっとやそっとのことでは動じない、精神的な強さ、プレッシャーをプラスに変える強さがある」
島岡吉郎明治大学硬式野球部監督
「ここはプロの養成所じゃない。ここは世の中に社会人を供給する場なんだ」という人間力野球を提唱し代々大学に受け継がれている。

## 参考資料
- 社会経済生産性本部、『企業が求める人間力 ; 2』、生産性出版, 2007年10月、ISBN 978-4-8201-1873-2
- 鍵山秀三郎・山本一力、『人間力を養う生き方』、致知出版社、2007年4月、ISBN 978-4-88474-772-5
- 社会経済生産性本部、『企業が求める人間力』、生産性出版、 2006年12月、ISBN 4-8201-1839-0
- 有薗格、『「人間力」を育む学校づくり: 地域に信頼される学校を目指して』、ぎょうせい、2006年10月、ISBN 4-324-07956-0
- 鳥越俊太郎、『人間力の磨き方』、講談社、2006年6月、ISBN 4-06-272384-0
- 市川伸一、『学力から人間力へ』、教育出版、2003年9月、ISBN 4-316-80081-7
- 致知出版社、『致知』（月刊雑誌）、致知出版社、ISSN 0288-7282